# Confine tra Mali e Senegal
Il confine tra il Mali e il Senegal ha una lunghezza di 489 km e va dal triplice confine con la Mauritania a nord al triplice confine con la Guinea a sud.

## Descrizione
Il confine inizia a nord al triplice confine con la Mauritania alla confluenza del fiume Senegal e del fiume Falémé. Segue quindi quest'ultimo fiume verso sud, prima di procedere per un tratto via terra, prima di ricongiungersi al Falémé, che poi segue fino al triplice confine con la Guinea.

## Storia
La Francia iniziò a stabilirsi sulla costa del moderno Senegal nel XVII secolo, estendendo gradualmente il proprio dominio nell'entroterra durante la metà del 1800 in poi. Le aree a est del fiume Falémé (ovvero più o meno i moderni Mali, Burkina Faso e Niger) furono originariamente sotto l'amministrazione senegalese come Alto Senegal, per poi essere suddivise nel Sudan francese nel 1893. Sia il Senegal che il Sudan francese divennero più tardi regioni costituenti della colonia federale dell'Africa Occidentale Francese (Afrique Occidentale Française, abbreviata AOF). Il confine tra il Sudan francese e il Senegal venne stabilito nel 1895.
Con la crescita del movimento per la decolonizzazione nell'epoca successiva alla seconda guerra mondiale, la Francia concesse gradualmente più diritti politici e rappresentanza alle proprie colonie dell'Africa subsahariana, arrivando alla concessione di un'ampia autonomia interna all'Africa Occidentale Francese nel 1958, nel quadro della Comunità francese. Alla fine, nel 1960, sia il Senegal che il Mali ottennero la piena indipendenza, originariamente come Federazione del Mali, che durò però pochi anni.

## Insediamenti vicino al confine

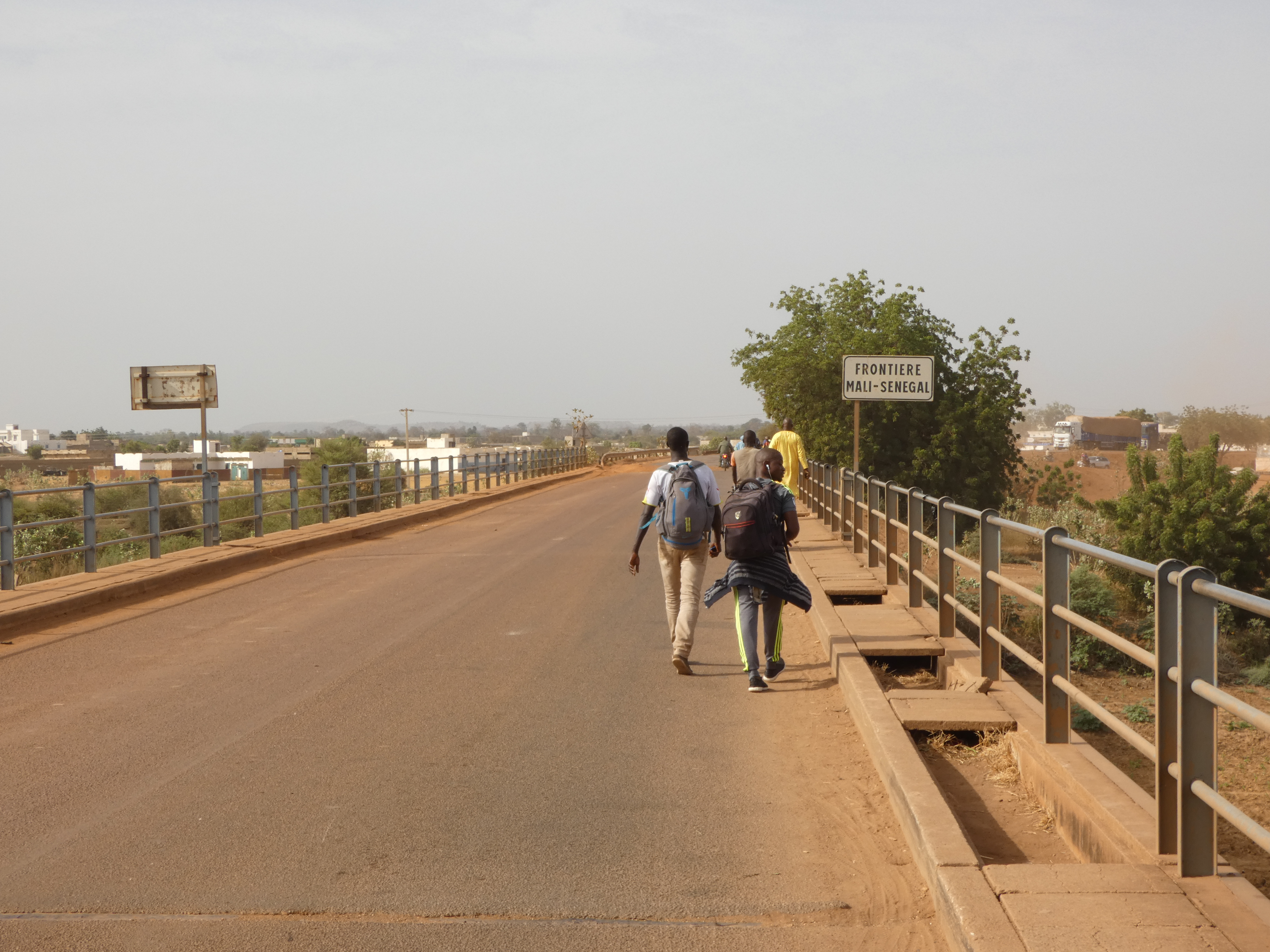
Attraversamento della frontiera a Kidira

### Mali
- Fégui
- Dakassenou
- No
- Gourbassi
- Satadougou
- Diboli
- Kéniéba

### Senegal
- Aroundou
- Kidira
- Sereto Saboussire
- Sonkounkou

## Attraversamento della frontiera
Ci sono due attraversamenti principali: a Kidira (Senegal), Diboli (Mali) e a Moussala (Mali).